# Манулов Сергій Федорович
Сергі́й Фе́дорович Ману́лов (нар. 27 лютого 1981, с. Оксамитне, Болградський район, Одеська область — пом. 14 червня 2014, м. Луганськ, Україна) — український військовослужбовець, десантник, старший прапорщик Збройних сил України, учасник російсько-української війни.

## Життєпис
Сергій Манулов народився 1981 року в селі Оксамитне Болградського району Одеської області. Закінчив Оксамитненську загальноосвітню школу. 2000 року був призваний на строкову військову службу в лавах Збройних Сил України, служив у Болграді. Закінчив школу прапорщиків у Миколаєві. Здобув професію в агротехнікумі. Служив на посаді механіка в госпіталі. 2002 року одружився.
З лютого 2007 року служив у Дніпропетровській десантній бригаді. За час служби здійснив 34 стрибка з парашутом.
Старший прапорщик, технік батареї 25-ї Дніпропетровської повітряно-десантної бригади Високомобільних десантних військ ЗС України, в/ч А1126, смт Гвардійське, Дніпропетровська область.
За словами товаришів по службі, Сергій Манулов був «техніком від Бога», міг впоратись із технікою будь-якої складності. Сергія не відправляли в зону бойових дій, бо він був потрібний у місці базування частини, але він сам зголосився поїхати на ротацію.

### Обставини загибелі
13 червня 2014 року десантники готувались до відправлення в зону проведення АТО. У ніч на 14 червня трьома військово-транспортними літаками Іл-76 МД з інтервалом у 10 хвилин вони вилетіли в Луганський аеропорт на ротацію особового складу. На борту також була військова техніка, спорядження та продовольство.
14 червня о 0:40 перший літак (бортовий номер 76683), під командуванням полковника Дмитра Мимрикова приземлився в аеропорту.
Другий Іл-76 МД (бортовий номер 76777), під керівництвом командира літака підполковника Олександра Бєлого, на борту якого перебували 9 членів екіпажу 25-ї мелітопольської бригади транспортної авіації та 40 військовослужбовців 25-ї Дніпропетровської окремої повітряно-десантної бригади, о 0:51, під час заходу на посадку (аеродром міста Луганськ), на висоті 700 метрів, був підбитий російськими терористами з переносного зенітно-ракетного комплексу «Ігла». В результаті терористичного акту літак вибухнув у повітрі і врізався у землю поблизу території аеропорту. 49 військовослужбовців — весь екіпаж літака та особовий склад десанту — загинули. Третій літак за наказом повернувся в Мелітополь.
|                                                  | Там все було дуже грамотно по-військовому сплановано. Там без Росії не обійшлось. Вогонь вівся з усіх сторін. Це було не на рівні ненавчених бойовиків. Обстріл літака вівся дуже грамотно. Спочатку підсвічували трасером, а потім били. Із ПЗРК неможливо було збити літак, навіть якби боєприпас потрапив у двигун, то літак все рівно не загинув би. Стріляли з «Шилки». |
| — Командир 25-ї БрТрА полковник Дмитро Мимриков. | |

Пройшло більше 40 діб перш ніж десантників поховали: українські військові збирали рештки тіл загиблих, влада домовлялася з терористами про коридор для евакуації, в Дніпрі проводились експертизи ДНК для ідентифікації.
28 липня Сергія поховали на кладовищі села Оксамитне Болградського району.
Залишилися батьки Наталя Володимирівна та Федір Федорович Манулови, дружина Катерина та син Максим 2011 року народження. Після смерті Сергія Катерина з сином переїхала з смт Гвардійського у місто Дніпро, працює кухарем у військовій частині.

## Нагороди та відзнаки
- Орден «За мужність» III ст. (20.06.2014, посмертно) — за особисту мужність і героїзм, виявлені у захисті державного суверенітету та територіальної цілісності України, вірність військовій присязі та незламність духу[5].
- Нагрудний знак «За оборону Луганського аеропорту» (посмертно).
- Відомча заохочувальна відзнака Міністерства оборони України — Медаль «За сумлінну службу» III ст. (2011).
- Почесний нагрудний знак начальника Генерального штабу — Головнокомандувача Збройних Сил України «За взірцевість у військовій службі» III ст.

## Вшанування пам'яті
- 13 червня 2015 року в селі Оксамитне Болградського району на фасаді будівлі загальноосвітньої школи, де навчався Сергій Манулов, йому відкрито меморіальну дошку[6].
- 13 червня 2015 року в Дніпрі на Алеї Героїв до роковин загибелі військових у збитому терористами літаку Іл-76 встановили пам'ятні плити з іменами загиблих воїнів[7].
- 18 червня 2016 року на території військової частини А1126 в смт Гвардійське урочисто відкрили пам'ятник воїнам-десантникам 25-ї повітряно-десантної бригади, які героїчно загинули під час бойових дій в зоні проведення АТО. На гранітних плитах викарбувані 136 прізвищ, серед них і 40 десантників, які загинули у збитому літаку в Луганську[8].
- 26 травня 2019 року на будівлі Болградського районного військового комісаріату відбулось урочисте відкриття меморіальних дощок загиблим учасникам АТО — Русєву Сергію, Кожуріну Віктору, Манулову Сергію та Хіньову Ігору[9][10].
- Вшановується в меморіальному комплексі «Зала пам'яті», в щоденному ранковому церемоніалі 14 червня[11][12].